# Gunnison (rivière)
Pour les articles homonymes, voir Gunnison.
La rivière Gunnison est une rivière de l'ouest du Colorado aux États-Unis, affluent du fleuve Colorado et longue de 257 kilomètres. Avec un débit moyen de 72,8 m3/s, la rivière Gunnison est le cinquième affluent du Colorado.

## Géographie
La rivière commence son parcours à l'ouest du Colorado, à l'est du comté de Gunnison, au confluent des rivières Taylor et East. Juste en aval de Gunnison, la rivière se jette dans le réservoir Blue Mesa, un lac de 20 km de long formé par le barrage Blue Mesa. Deux autres réservoirs suivent en aval : le réservoir Morrow Point et le réservoir Crystal, ce dernier recevant les eaux de la Cimarron. Après ces lacs de barrage commence le parc national de Black Canyon of the Gunnison, où la rivière circule au fond de gorges profondes et étroites. Elle reçoit les eaux de son principal affluent, la rivière Uncompahgre au niveau de la ville de Delta, qui doit son nom à la confluence de ces deux rivières. Finalement elle se jette dans le fleuve Colorado près de Grand Junction.

## Activités économiques
Les nombreux réservoirs assurent l'irrigation des terres situées près des rives de la rivière. Autour du parc national, des activités touristiques se sont développées.